# Kostel svatého Jana a Pavla (Kozlov)
Kostel svatého Jana a Pavla se nachází v centru obce Kozlov u Návesního rybníka. Je to filiální kostel římskokatolické farnosti Vysoké Studnice. Jde o jednolodní novodobou obdélnou stavbu z roku 1936.

## Historie
Kostel byl postaven v roce 1936, financován byl z darů místních občanů a věřících. Na místě nynějšího kostela dříve stály dvě starší kapličky, první pocházela z roku 1813, druhá na stejném místě byla postavena v roce 1867. V původní kapličce stály dvě sochy, svatého Jana a svatého Pavla, ty byly původně umístěny v klášteře v Brtnici. Kostel pak byl vybaven nábytkem z dílny řemeslníků z Kutné Hory, do kostela také byl instalován oltář se sochami božského Srdce Páně a svatých Jana a Pavla, ty pocházejí od Bohumila Beka, varhany vytvořil varhanář Josef Menzel. Ke svěcení kostela došlo 2. května 1937. Při úpravách v roce 1954 byla vestavěna barevná vitrážová okna a v roce 1957 byly instalovány hodiny do malé věže.
V roce 1958 pak byl pořízen první zvon, druhý pak byl pořízen v roce 1970, třetí byl pořízen někdy po roce 1970. Kostel později byl několikrát rekonstruován. V roce 2004 byla dokončena výsadba u kostela. V roce 2015 byl kostel nově izolován a další opravy jsou plánovány na rok 2018.